# 巴西近鰕鱂
巴西近鰕鱂，為輻鰭魚綱鯉齒目鰕鱂亞目溪鱂科的其中一種，為熱帶淡水魚，分布於南美洲巴西Araguaia-Tocantins河流域，體長可達3公分，棲息在季節性水塘，生活習性不明，可做為觀賞魚。

## 擴展閱讀
維基物種上的相關：巴西近鰕鱂